# Histoire de l'oblast de Léningrad
L'histoire de l'oblast de Léningrad sont les événements survenus sur le territoire de l'oblast moderne de Léningrad depuis le moment où les humains ont commencé à s'y installer jusqu'à nos jours. L'oblast de Léningrad se situe partiellement dans la région historique, culturelle et naturelle de Carélie, et l'oblast était connu au moyen-âge sous le nom d'Ingrie.

## Préhistoire

### Mésolithique

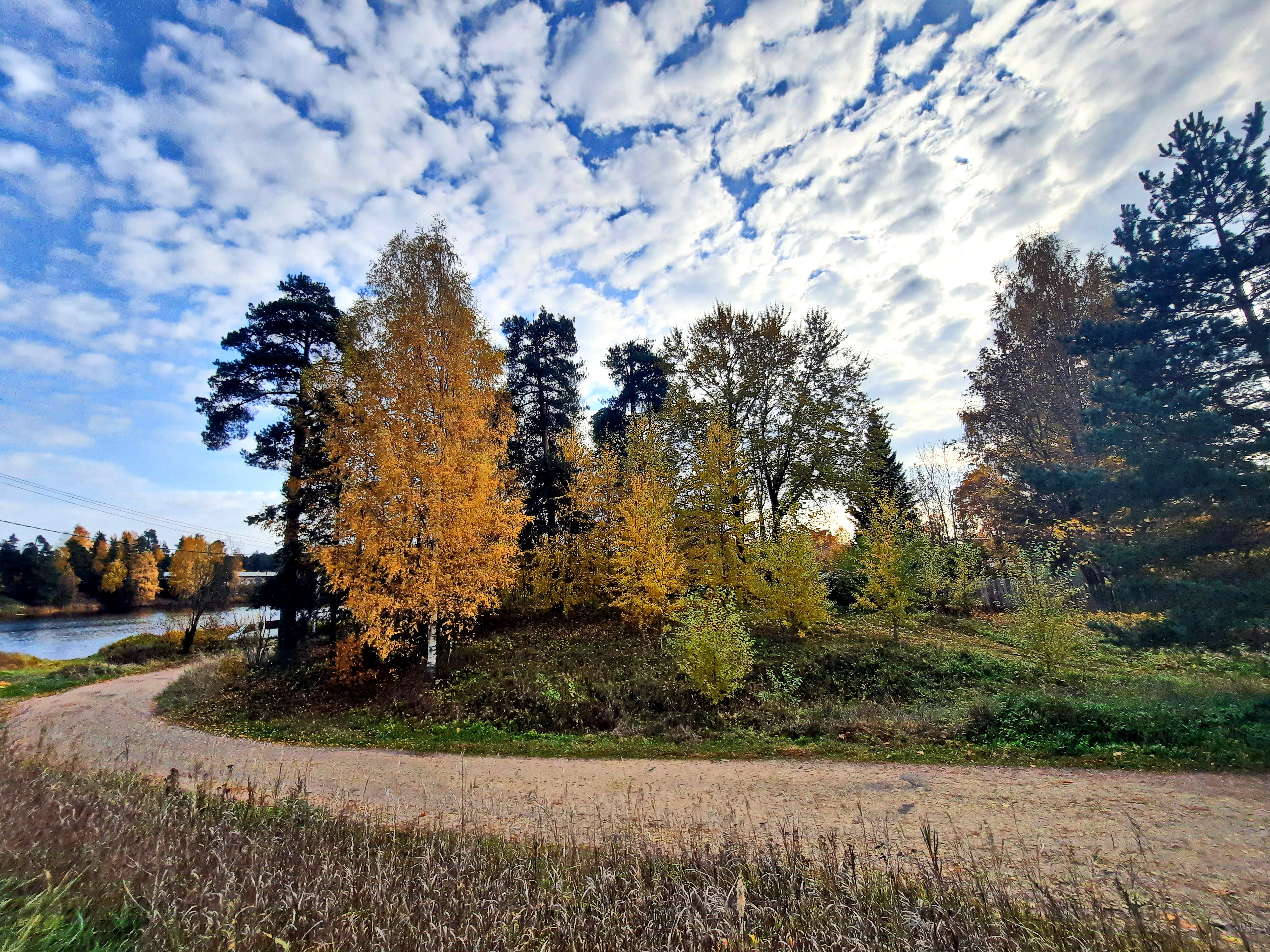
Tumulus à Vyritsa.

Les plus anciennes traces de présence humaine sur le territoire de l'oblast de Léningrad remontent à l'époque mésolithique. Au nord de l'isthme de Carélie, des objets de pêche de la culture Kunda ont été découverts (Antrea-Korpilahti près de la ville de Kamennogorsk). Des traces de chasseurs mésolithiques ont également été trouvées dans l'est de la région (Listvenka). Ils utilisaient des arcs et des flèches, ainsi que des harpons et des filets de pêche. La culture de Kunda des chasseurs mésolithiques existait sur le territoire de l'oblast de Léningrad du IXe au Ve millénaire av. J.-C.. À cette époque, la Neva n'existait pas encore et des parties importantes de l'isthme de Carélie étaient inondées par la mer à Littorines. Ce sont ces peuples qui devinrent les premiers habitants de la Laponie. Ce n’étaient ni des Finnois ni des Samis. Ils utilisaient des langues anciennes qui ont ensuite complètement disparu sans laisser de trace.

### Néolithique
Des sites néolithiques avec des traces d'outils en pierre primitifs ont été découverts sur la côte sud du Ladoga,. Le Néolithique de l'oblast de Léningrad est caractérisé par la présence de bijoux en ambre et de poteries de type céramique au peigne. Les créateurs de ces artefacts sont considérés comme les ancêtres des Samis, dont les traces sont conservées dans l'ancienne toponymie de la région. La Neva est apparue vers le IIe millénaire av. J.-C.. À l'ouest de l'oblast de Léningrad, des traces de la culture néolithique de Narva ont été découvertes.

### De l'âge du bronze auVIIesiècle
L'âge du bronze est représenté par la culture Netted Ware.
Au milieu du Ier millénaire Des tribus finno-ougriennes sédentaires existaient déjà ici, engagées dans l'agriculture, l'élevage, la chasse et la pêche. Leurs descendants directs sont l'ancienne population de l'oblast de Léningrad – les Votes (Tchoudes) et les Vepses. Jusqu'à la fin du Moyen Âge, l'isthme de Carélie était habité par les Samis, qui progressivement, à partir de l'époque varègue, commencèrent à s'assimiler aux Caréliens.
Au tournant des VIe et VIIe siècles, à l'emplacement de l'ancienne embouchure de la Volkhov sur la colline de la rive droite, une fortification en terre arborée des tribus finno-ougriennes est apparue et a été habitée. La fortification était un fort en bois, fortifié d'un mur sur un rempart. La couche culturelle correspondant à cette fortification, avec un grand nombre d'arêtes de poisson, des céramiques moulées, des outils en os, des trouvailles de ceintures et de foyers de Nevolin, est typique des établissements du premier âge du fer étudiés dans la région du Ladoga.

## Moyen-Âge

### Premiers slaves et colonisation

#### Zones d'installations
Au VIe siècle, de nouveaux colons apparaissent sur le territoire de l'oblast de Léningrad. Les Slaves se sont installés le long des rives des rivières Louga et la Volkhov. La présence des Slaves Krivitches sur le territoire de l'oblast de Léningrad à partir du VIe siècle est enregistrée par la nature du tumulus (le long des rivières Louga et Oredej), qui a persisté jusqu'au XIVe siècle. Nous pouvons parler des débuts de la vie des colonies slaves dans la région du Bas Volkhov à partir du VIe siècle et même avant. Une colonie slave embryonnaire aurait pu naître sur la colonie en terre de Staraïa Ladoga vers 700 ou même avant. Les Scandinaves arrivent d'outre-mer dans les années 750. Le lieu de leur rencontre devient Staraïa Ladoga, en tant que colonie coloniale scandinave, mais dans les années 760 (IIe niveau), la vie de la colonie prend fin. La colonie est occupée par des Slaves - des peuples des régions les plus méridionales de l'Europe de l'Est: la rive gauche du Dniepr ou région du Dniestr, la région du Danube, le cours supérieur du Dniepr, la Dvina occidentale ou la Volga (semblable aux cultures de Prague, Penkovo ou de Kolotchine) et est construit avec des maisons en rondins.
Les premières colonies slaves sur le territoire de l'oblast de Léningrad comprennent également la forteresse Liobchanskaïa (raïon de Volkhov, VIIIe siècle) et Gorodets près de Louga (raïon de Louga, IXe siècle). La rencontre des populations Vespes, Slaves et Varègues conduit à la formation de l'ethnie russe. Dans les sources occidentales, le territoire entre les lacs Peïpous et Ladoga est connu sous le nom de Garðaríki. Cela est dû en partie à l'ouverture de la route de la Volga des Varègues aux Grecs et aux Khazars.

#### Sites archéologiques
Le centre de la région sud-est du Ladoga au IXe et début du Xe siècle était apparemment la colonie fortifiée de Siaskoïe près du village de Gorodichche et l'ancien village de Bessovy Kharchevni (Krasnaïa Zarya) sur la rivière Siassia. La colonie de Siaskoïe a été détruite par un incendie avant l'avènement de la poterie céramique, c'est-à-dire avant le deuxième quart du Xe siècle. Près du confluent des rivières Pacha et Siazniga, la formation de la culture kourgane de la région sud-est du Ladoga a été enregistrée (un tumulus près du village d'Oust-Rybejno sur la rivière Pacha avec l'enterrement d'un guerrier avec une épée et d'autres armes riches, monticules entre les villages de Siazniga et Vikhmes sur la rivière Pacha et le long de la rivière Siazniga).
La région du sud-est du Ladoga ne connaît pas de bijoux de fer à pendentifs. Cela démontre clairement que cette région n'était pas une zone de colonisation scandinave  Les broches en forme de coquille dans les sépultures féminines étaient considérées comme un marqueur ethnographique, cependant, les femmes finno-ougriennes qui portaient une jupe et non une robe d'été auraient pu adopter la mode scandinave pour les broches. Anne Stalsberg estime qu'un ensemble de torques anciennes peuvent servir d'élément ethno-définitif scandinave dans l'environnement slave, mais pas dans l'environnement finno-ougrien. Seul un ensemble de trois broches peut être considéré dans l'environnement finno-ougrien comme un élément ethno-définitif scandinave. Près du village de Vikhmiaz, sur la rivière Pacha, le plus grand trésor (plus de 16 kg) de pièces d'argent (principalement des deniers allemands du XIe siècle) a été découvert dans un chaudron de fer.
Dans les monticules de la rivière Oïat, des caractéristiques particulières telles que l'emballage d'os et d'objets brûlés (calcinés) dans de l'écorce de bouleau, recouvrant le défunt d'écorce de bouleau et saupoudrant dessus d'os calcinés, la présence d'objets spécifiques d'origine à la fois d'Europe occidentale et la production locale a été révélée. La culture kourgane du Ladoga, qui réunissait des éléments baltes-finlandais et scandinaves, selon D. Matchinski, est associée aux « Kylfings » de sources scandinaves. Les enterrements d'hommes étaient parfois accompagnés d'enterrements de chevaux et de têtes humaines coupées. Il y eut d’abord la crémation, au XIe siècle apparut le rituel de la déposition des cadavres. Le type anthropologique de la population des monticules du Ladoga était différent du type germanique. La population de la région du Ladoga, à en juger par les données anthropologiques, appartient aux Slaves et aux Finnois.
Selon l'archéologue V.I. Ravdonikas, l'une des options pour la route Volga-Baltique (des Varègues aux Arabes) passait par le Siassi, la Volojba, portage jusqu'à la rivière Tchagoda, qui appartient au bassin de la Volga, Tchagodocha, Mologa et Volga jusqu'à la ville de Bolgar.
D'environ 850 (ou du début du Xe siècle) à 950, un petit cimetière séparé (13 tumulus en 1940) des nouveaux arrivants normands se sont installées dans le territoire de Plakun avec un rite funéraire propre, peu caractéristique des Scandinaves.
Sur la rive gauche de la rivière Volkhov, près du village de Gorodichtche Pchevskogo, sur un cap bas, se trouvait l'ancienne colonie « Gorodichtche ». Dans la ville de Volkhov se trouve l'ancienne colonie de Novy Douboviki.
Près du village de Pillovo, à la pointe de l'un des contreforts sud-ouest du plateau d'Ijora, se trouve la colonie du cap Vtyrka (Pillovo-2) du dernier quart du Ier millénaire, qui présente les analogies les plus complètes avec les colonies estoniennes de l'ère viking, en particulier du nord de l'Estonie,.
Un signe de Sviatoslav Igorevitch a été découvert sur un verticille de fuseau provenant d'un des villages de la région de Borovskoïe Koupalichtche sur le lac Tcheremenetskoïe. Il y a aussi les anciens cimetières russes Rapti-Navolok II et Rapti-Navolok III du XIe siècle, les villages de Rapti-Navolok VI, Rapti-Navolok VII, Rapti-Navolok VIII. Parmi les 13 tumulus du cimetière Rapti-Navolok II fouillés en 1996, un appartenait à la culture des tumulus longs de Pskov, dont le seul emplacement plus au nord est le cimetière KDK sur le lac Orlinskoïe dans le raïon de Gatchina. Dans le cimetière de Rapti-Navolok III, la moitié des tumulus appartiennent à la culture des tumulus longs de Pskov.

### République de Novgorod

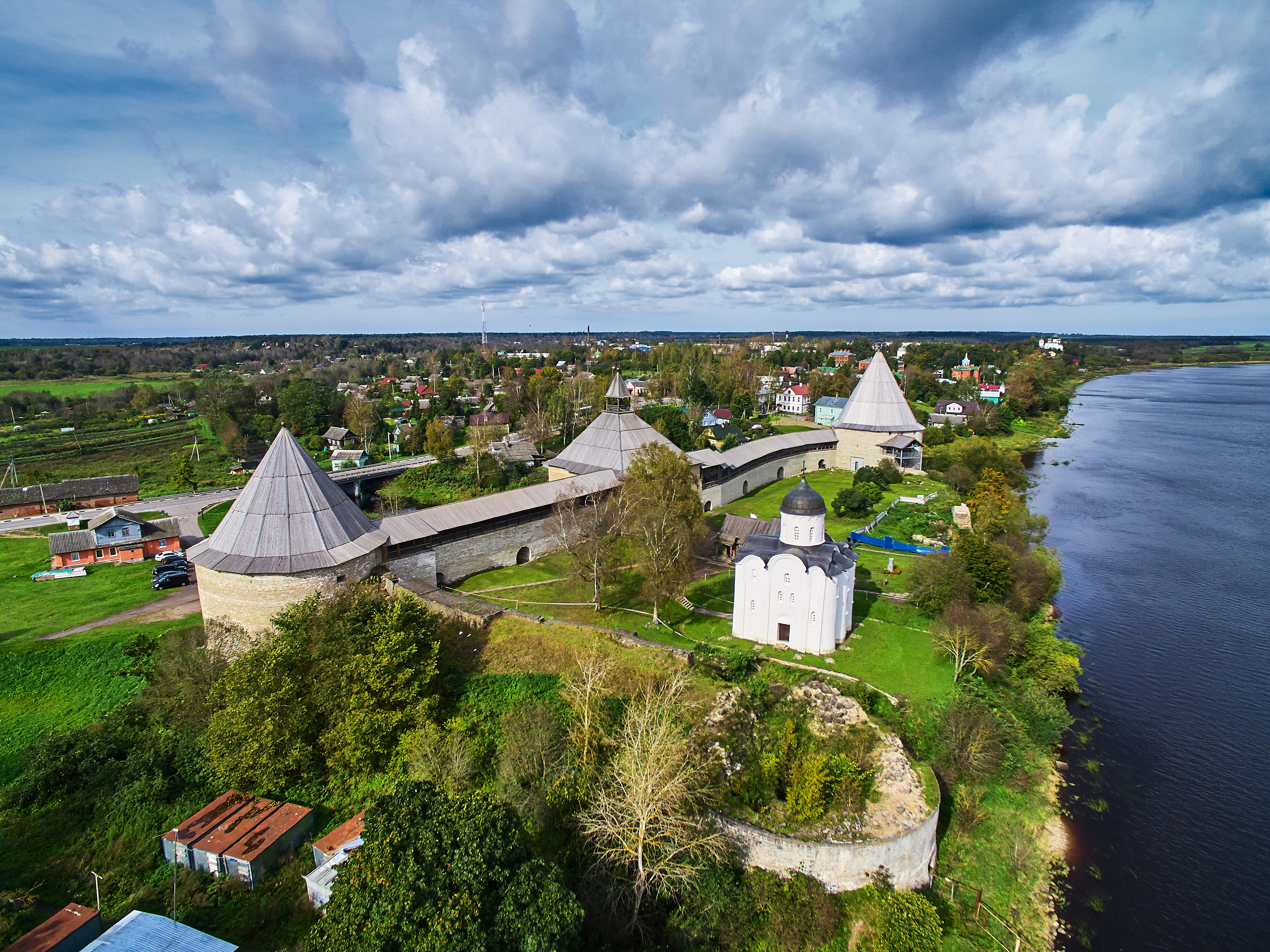
Forteresse de Staraïa Ladoga.

À mesure que le centre de l'ancien État russe se déplace vers le sud, vers Novgorod et Kiev, le territoire de la région moderne de Léningrad se transforme en la périphérie de Novgorod, appelée Vodskaïa Piatina. Au XIIe siècle, Novgorod acquit son indépendance politique et les terres situées le long des rives du golfe de Finlande, Louga, Neva, Ladoga et de la Volkhov devinrent partie de la république de Novgorod. Sur le plan administratif, l'État de Novgorod était divisé en « sotine ». En 1116, les Novgorodiens construisirent la forteresse de Staraïa Ladoga sur la Volkhov.

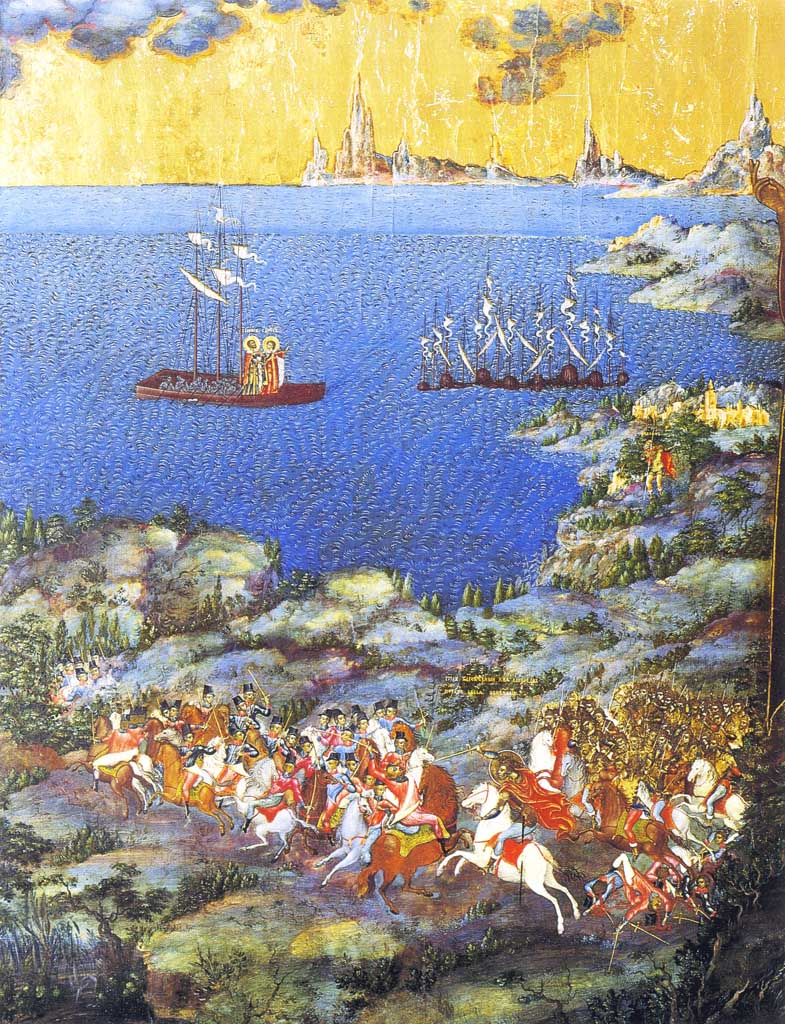
Bataille de la Neva.

Aux XIIe et XIVe siècles, ces terres sont devenues une arène de rivalité entre les Novgorodiens, les Livoniens et les Suédois. En 1240 a eu lieu la célèbre bataille de la Neva, au cours de laquelle les troupes russes sous le commandement du prince Alexandre Nevski ont vaincu les forces de débarquement suédoises à l'embouchure de l'Ijora. La chronique d'Eric raconte qu'en 1293 Torgils Knutsson fonda Vyborg dans le pays carélien[réf. souhaitée] et qu'en 1295, un détachement suédois captura Kexholm en Carélie, mais fut vaincu par l'armée russe arrivée à temps. En 1300, Knutsson fonda Landskrona (aujourd'hui sur le site de Saint- Pétersbourg) et un important détachement de Suédois traversa la Neva jusqu'à Ladoga, mais fut pris dans une tempête et débarqua sur la côte carélienne, dévastant les villages caréliens. Lorsque les Suédois quittèrent Lanskrona, les navires redevinrent calmes sur le golfe de Finlande et le détachement de Mats Kättilmundson ravagea les villages côtiers des Ijoriens (ingriens) et de Votes,.
Pour protéger leurs frontières, les Novgorodiens créèrent les forteresses de Koporié (1237), Orechek (1323), Iam (1384), Korela et la ville de Tiurinlinna. Le célèbre gouverneur de Novgorod de ces terres était Patrikas Narimantaitis. Les Suédois construisent Vyborg (1293) et Landskrona (1300 ; en 1301, elle fut prise par les troupes russes et complètement détruite).
Le long de la rivière Pacha, un tribut était collecté au trésor princier (contrairement à la plupart des autres territoires de la terre de Novgorod). A ce titre, la rivière est mentionnée dans les chartes princières et dans le document en écorce de bouleau n° 279, trouvé à Novgorod sur le chantier de fouilles de Nerevski et datant de 1360-1380.

## Temps modernes

### Domination suédoise
En janvier 1478, la République de Novgorod cessa d'exister en raison de sa capture par le grand-duc de Moscou Ivan ΙΙΙ. Après l'annexion de la république de Novgorod à la Grande-principauté de Moscou, la majeure partie du territoire de Novgorod fut divisée en piatines, dont les frontières longeaient principalement les rivières. Les piatitines, à leur tour, étaient divisées en moitiés. Vers la fin XVe et début du XVIe siècle, la terre de Novgorod est décrite par les scribes de Moscou, qui ont participé à des expéditions spéciales à cet effet. Le résultat de ces expéditions furent les « Livres des Scribes », une source précieuse d'informations sur l'histoire et la géographie du Nord-Ouest en général et sur le territoire de l'actuelle oblast de Léningrad en particulier. L'année de fondation de nombreuses colonies dans l'oblast de Léningrad est considérée comme l'année où elles ont été mentionnées dans les livres du Scribe,.
En 1582, l'armée suédoise de De La Gardie envahit le territoire de la Vodskaïa Piatina de la terre de Novgorod et, après avoir occupé Ivangorod et Koporié, assiégea Orechek. À la suite de cette campagne, le traité de Plioussa est conclu, qui consolide la puissance suédoise sur l'ouest du territoire de l'actuelle oblast de Léningrad. À la suite de la nouvelle guerre, l'armée de Boris Godounov a pu reprendre le contrôle des terres perdues (Traité de Teusina de 1595).
En 1609, le tsar de Moscou Vassili IV Chouiski céda la forteresse de Korela (ville moderne de Priozersk) avec le comté aux Suédois en paiement de l'assistance militaire contre les envahisseurs polonais (Traité de Vyborg), mais les Suédois, profitant des troubles, occupèrent toute la côte russe du golfe de Finlande et s'emparent de Novgorod. Peu après, Chouiski fut renversé et le nouveau gouvernement ne reconnut pas la juridiction suédoise sur les rives de la Neva. Une autre guerre russo-suédoise éclata, qui garantissa le droit des Suédois à l'ouest du territoire de l'actuelle oblast de Léningrad (Paix de Stolbovo),.
La tentative de la Russie en 1656-1658 de reprendre le territoire perdu par des moyens armés a échoué. En raison de l'oppression religieuse de l'administration suédoise, la population orthodoxe d'Ingrie a fui en masse vers le tsarat russe et les Suédois ont réinstallé les Äyrämöisets de la partie nord-ouest de l'isthme de Carélie et les Savakots de la région orientale du Grand-Duché de Finlande, la Savonie, vers le territoire vide, ce qui a contribué à la diffusion du luthéranisme.

### Période impériale

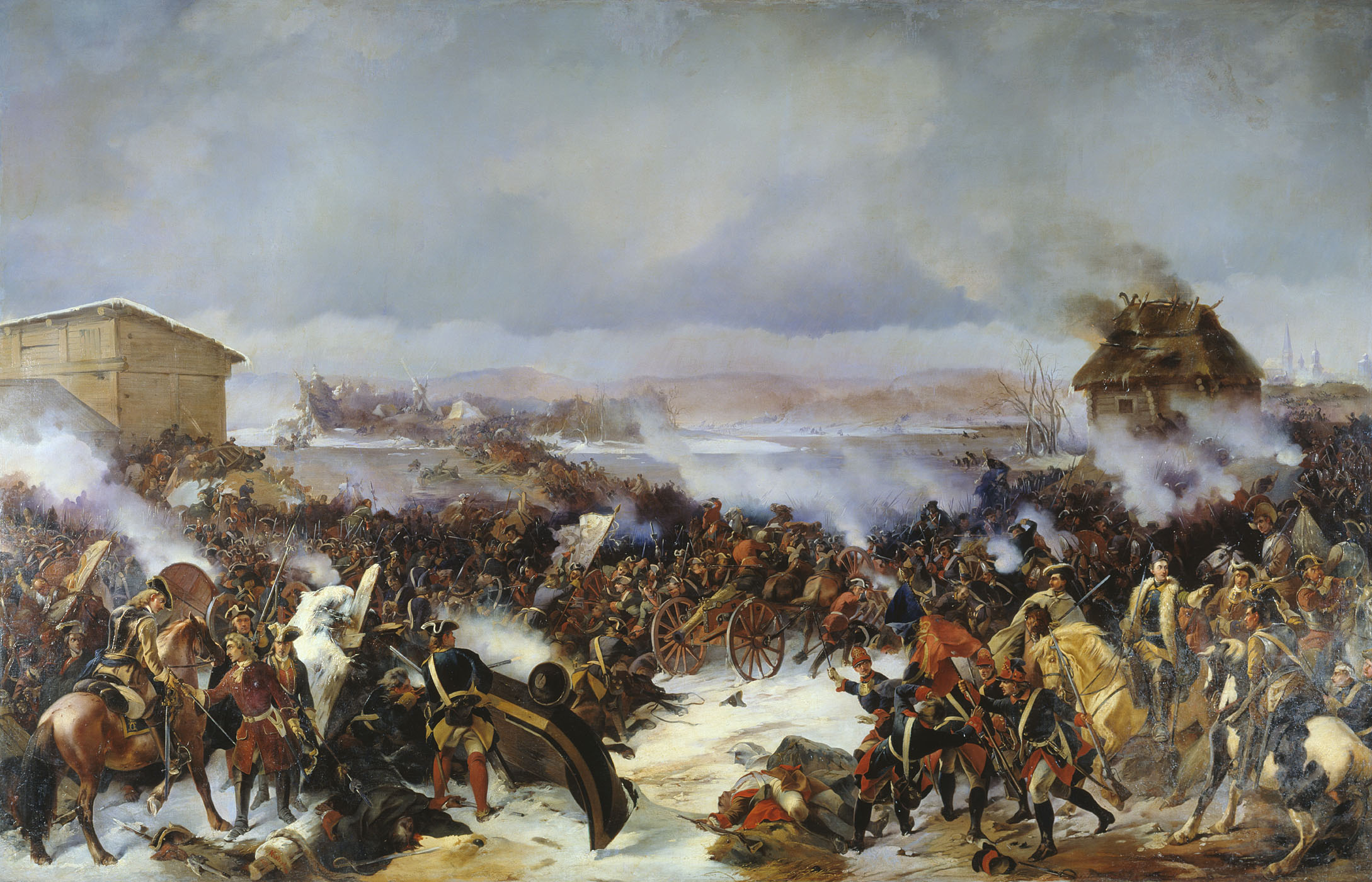
La bataille de Narva d’Alexandre von Kotzebue.

Au début du XVIIIe siècle, à la suite de la Grande guerre du Nord, l'Ingrie fut de nouveau annexée à la Russie et une nouvelle capitale du pays fut construite ici, Saint-Pétersbourg. En 1708, le gouvernement d'Ingermanland est formé. En 1710, il fut rebaptisé gouvernement de Saint-Pétersbourg. En 1718, il comprenait les provinces de Saint-Pétersbourg, Vyborg, Narva (y compris Dorpat), Velikolutsk, Novgorod, Pskov, Tver, Iaroslavl, Ouglitsk, Pochekhonsk et Belozersk, dont certaines furent ensuite séparées en unités administratives indépendantes de l'Empire ou transférées à les voisins (Vyborg, Dorpat). En 1780, le gouvernement de Saint-Pétersbourg comprenait les ouïezds (districts) de Saint-Pétersbourg, Chlisselbourg, Sofia, Rojdestvenski, Oranienbaum, Iamburg et Narva, complétés en 1785 par les ouïezds de Gdovsky, Louga et Novoladojsky. À l'initiative de Paul Ier, Narva fut temporairement retirée du gouvernement (1797-1802),,.

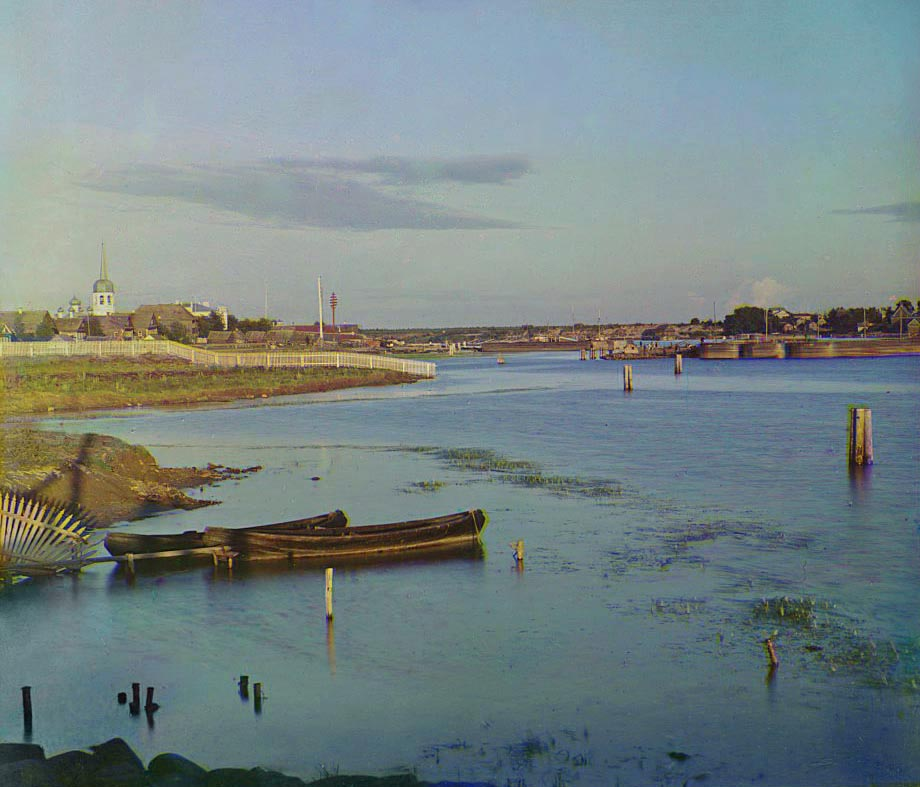
Canal de Sias. Photographie de Sergueï Prokoudine-Gorski, entre 1906 et 1916.

En 1864, Sestroretsk, où se trouvaient les usines militaires, fut transférée de la province de Vyborg à Saint-Pétersbourg. Après le transfert de la capitale de la Russie à Saint-Pétersbourg, des résidences de campagne impériales sont apparues à proximité : Peterhof, Tsarskoïe Selo, Oranienbaum. Saint-Pétersbourg devient le principal port de commerce maritime du pays. De nombreuses entreprises industrielles apparaissent dans la capitale et ses environs, et des infrastructures hydrauliques, routières et ferroviaires sont activement construites, reliant la région du nord-ouest aux régions du sud et du centre de la Russie. Depuis la fondation de Saint-Pétersbourg jusqu'au déclenchement de la Première Guerre mondiale, la population du gouvernement  a augmenté, notamment en raison de l'arrivée de paysans autrefois serfs, et désormais libérés,,.

## Période soviétique

### De 1917 aux guerres
Après la Révolution d'Octobre en 1917, de nouveaux organes gouvernementaux ont commencé à être créés dans le gouvernement de Petrograd : les Conseils des ouvriers, des paysans et des députés de l'Armée rouge.
En 1919, l'Armée blanche du Nord-Ouest envahit le territoire du gouvernement de Petrograd depuis le territoire de l'Estonie. Le 17 mai, Iamburg est capturée. En juin, les gardes blancs avaient atteint Gatchina et Ropcha. Cependant, l'Armée rouge lança une contre-attaque et les repoussa à leurs positions d'origine. À l'automne, les Gardes blancs ont répété la campagne, ils étaient commandés par le général Nikolaï Ioudenitch, qui s'est terminée par une contre-offensive de l'Armée rouge, la défaite et le désarmement de l'armée d'Ioudenitch. Le personnel de l'armée d'Ioudenitch se replia en Estonie, qui fit la paix avec la Russie soviétique. Le traité de Tartu prévoyait le transfert à l'Estonie de la région orientale de Narva, occupée par l'armée estonienne au moment de sa signature. En 1919-1920, l'Armée rouge a également mené des opérations militaires contre la République autoproclamée de Kiriassalo (République de l'Ingrie du Nord) sur l'isthme de Carélie, dans la bande frontalière avec la Finlande, à la suite de quoi la frontière provinciale est restée inchangée.
En 1926, l'oblast du Nord-Ouest est créée au nord-ouest de la RSFSR. La structure administrative-territoriale de la région du Nord-Ouest a été approuvée le 7 mai 1926. La région comprenait 5 provinces : Mourmansk, Novgorod, Pskov, Leningrad et Tcherepovets.
En 1927-1929, une réforme administrative a eu lieu en URSS (les gouvernements ont été abolies), à cette époque, selon la résolution du Comité exécutif central panrusse et du Conseil des commissaires du peuple de la RSFSR du 1er août 1927, la région du Nord-Ouest a été rebaptisée oblast de Léningrad, la composition du territoire a été approuvée par les résolutions du Présidium du Comité exécutif central panrusse « Sur les frontières » et la composition des raïons du territoire du Nord-Ouest du 18 juillet 1927 et « Sur les frontières et la composition des raïons de l'oblast de Léningrad » du 1er août 1927. La superficie de la région était de 360 400 km2, qui a ensuite considérablement diminué.

### Guerres avec la Finlande et Seconde Guerre mondiale

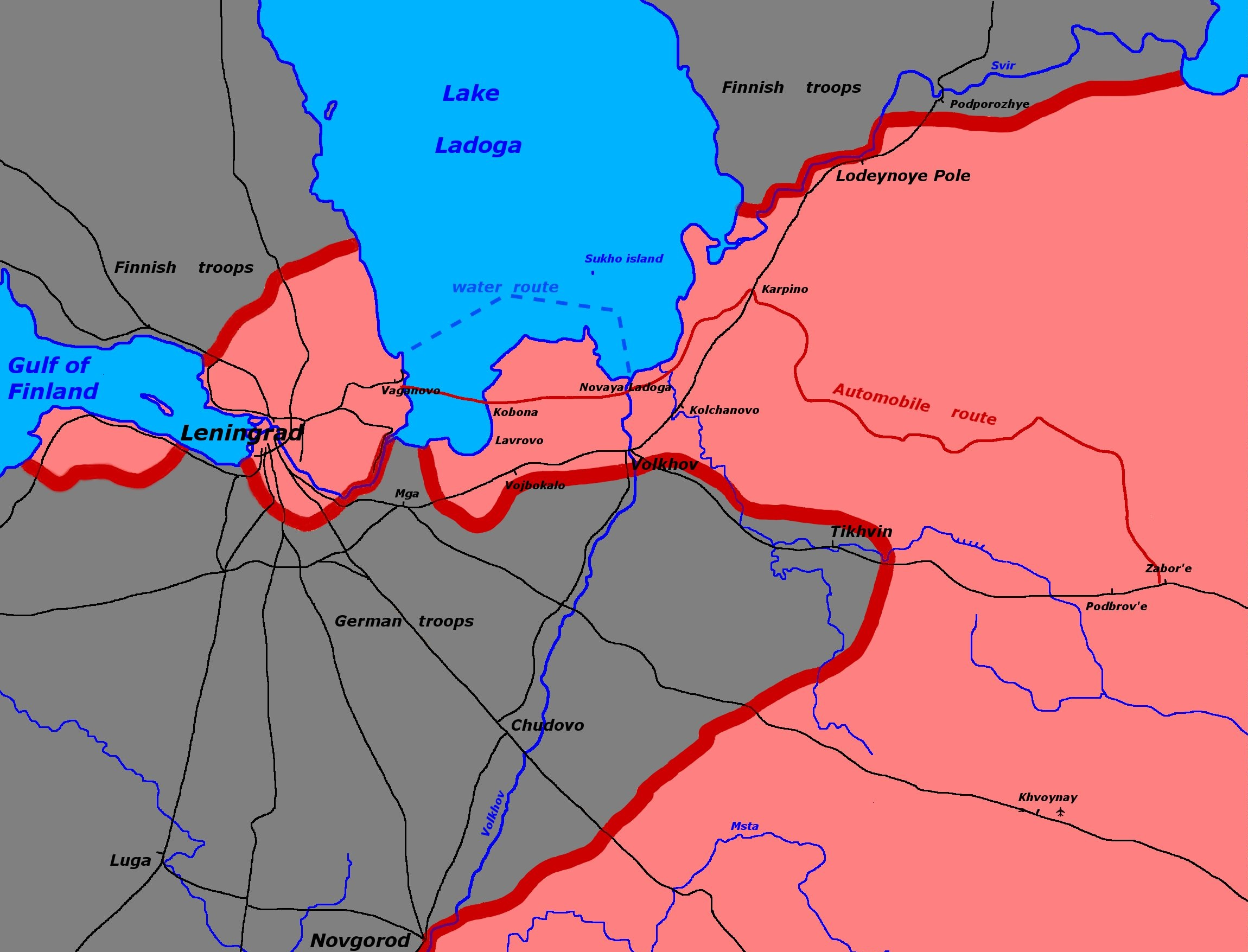
Contrôle de la région en Novembre-Décembre 1941.

À la suite de la guerre soviéto-finlandaise, le territoire de l'isthme de Carélie est devenu une partie de l'oblast de Léningrad. La population finlandaise restée dans la partie soviétique de l'isthme a été réinstallée des zones frontalières et certains toponymes et hydronymes ont été remplacés par des russes.
Pendant la Seconde Guerre mondiale, la majeure partie du territoire de l'oblast de Léningrad a été occupée et a beaucoup souffert. Dans leur zone d'occupation, les autorités allemandes rassemblèrent, à partir de novembre 1943, le reste de la population finlandaise dans des camps et les déportèrent vers l'Estonie et la Finlande.
Pendant le siège de Leningrad, la « Route de la vie » traversait le territoire de la région, la seule route reliant la ville assiégée au pays. Le mouvement partisan a grandement contribué à la victoire sur l'ennemi : au début de 1944, 13 brigades de partisans, composées de 35 000 combattants, opéraient dans la région. La bataille la plus longue et la plus sanglante de l'histoire de la Seconde Guerre mondiale s'est déroulée sur le territoire de la région, associée au siège de Léningrad et à son dénouement. En accord avec l'administration de l'oblast de Léningrad et la Volksbund Deutsche Kriegsgräberfürsorge, il a été décidé dans les villages de Lezier-Sologubovka (région des hauteurs de Siniavino) de transformer le cimetière des soldats allemands en le plus grand cimetière militaire du monde. Aujourd'hui, environ 22 000 personnes y sont enterrées.

### De l'après-guerre à 1991
Sur la base du décret du 24 novembre 1944 « Sur l'inclusion des colonies situées sur la rive orientale de la rivière Narva dans l'oblast de Léningrad », les territoires situés le long de la rive orientale de la rivière Narva ont été transférés de l'ESSR à l'oblast de Léningrad de la RSFSR. La zone transférée comprenait la partie orientale de Narva, Ivangorod. En janvier 1945, la population de la région s'élevait à 483 000 personnes, alors qu'avant la guerre, 1 258 000 personnes vivaient sur ce territoire.
Dans la période d'après-guerre, l'économie de la région s'est rétablie et de nouvelles villes et villages sont apparus. En 1949, le statut de ville fut attribué à Slantsy, en 1950 à Boksitogorsk, en 1953 à Kirovsk, en 1954 à Pikalevo et Ivangorod, en 1956 à Podporojye, en 1963 à Tosno et Vsevolojsk.
En 1973, la centrale nucléaire de Léningrad à Sosnovy Bor a été mise en service et la localité a reçu la même année le statut de ville.
En 1981, quelques secondes après son décollage de l'aérodrome de Pouchkine, un avion de ligne Tu-104A s'est écrasé, tuant les 50 personnes à bord, soit la quasi-totalité du commandement de la flotte du Pacifique,.
En 1986, l'oblast de Léningrad a souffert d'une contamination radioactive après l'accident de la centrale nucléaire de Tchernobyl. La superficie totale des sols contaminés par des radionucléides dans l'oblast de Léningrad était de 5 711 km2. Un certain nombre de localités dans les raïons de Volossovo, Kingisepp et Louga ont été classées comme zones résidentielles bénéficiant d'un statut socio-économique préférentiel.

## Depuis 1992
Avec l'adoption de la Constitution de la fédération de Russie en 1993, l'oblast de Léningrad est devenue un sujet de la fédération. En 1994, la Charte de l'oblast de Léningrad a été adoptée.
En 2015, le nombre de localités exposées à une contamination radioactive à la suite de la catastrophe de la centrale nucléaire de Tchernobyl dans la région comprenait 22 localités dans le raïon de Kingissepp et 7 localités dans le raïon de Volossovo.